# Lasioptera berlesiana
Espèce
Lasioptera berlesiana, communément appelé la Cécidomyie de l'olive, est une espèce d'insectes diptères de la famille des Cecidomyiidae, présente dans l'ensemble des régions oléicoles méditerranéennes. C'est un prédateur oophage. Ce régime alimentaire peut accessoirement se révéler nuisible pour l'olivier dans la mesure où la recherche des œufs et des larves de mouche de l'olive peut détruire l'olive visée.

## Entomologie
La cécidomyie de l'olive appartient à l'ordre des diptères qui comprend des insectes désignés comme mouches, taons, moustiques, etc. En oléiculture, on recense deux autres cécidomyies :
- Dasineura oleae (la Cécidomyie des feuilles de l'olivier) qui provoque des galles sur les feuilles ou les inflorescences[2] ;
- Resseliella oleisuga (la Cécidomyie de l'écorce de l'olivier) qui provoque des blessures de l'écorce par ses larves[3].

La Cécidomyie de l'olive est un diptère prédateur de la Mouche de l'olive par sa larve. L'œuf de Lasioptera berlesiana est pondu dans le trou de ponte de la Mouche de l'Olive, sa larve dévore celle de la Mouche de l'olive. Il sortira une larve qui laisse un trou dans le fruit.

## Description
Le cycle complet adulte-larve-nymphe-nouvel adulte dure environ trois à quatre semaines. Ce sont trois à quatre générations qui vont accompagner le développement de Bactrocera olea jusqu'à la fin octobre.

### Insecte adulte
L'adulte ou insecte entomophage a les caractéristiques suivantes :
- diptère de petite taille mesurant de 1 à 2,8 mm ;
- thorax et abdomen de couleur roussâtre.

### Larve
- longueur de 1 à 2,8 mm ;
- largeur de 0,7 à 0,8 mm ;
- couleur orange, verrues dorsales.

### Pupe
Une fois son développement achevé, la larve quitte l'olive par l'orifice de ponte, tombe au sol, rentre sous terre, tisse un cocon et se nymphose en donnant une pupe. La nymphose dure de sept à huit jours. Un insecte parfait émerge du sol.

## Cycle de vie
Lasioptera berlesiana est un insecte inféodé à l'olivier.

### Première génération d'adulte
La première génération d'adultes se manifeste fin juin début juillet, quand les olives atteignent la taille nécessaire pour être potentiellement parasitées par la Mouche de l'olive.

### Accouplement
Les adultes s'accouplent dès leur sortie du sol où ils se sont empupés.

### Ponte
La femelle pond dans le trou de ponte de la Mouche de l'olive sur l'œuf de celle-ci.

### Éclosion
L'éclosion de l'œuf est rapide, après 48 heures.

### Prédation deBactrocera
La larve de Lasioptera berlesiana va consommer l'œuf de Bactrocera oleae dont le développement est moins rapide.

### Enfouissement de la larve
Une fois développée, la larve quitte l'olive et tombe sur le sol, sous l'olivier. Elle s'empupe. Selon l'AFIDOL, c'est dans cette phase hypogée qu'elle est en contact avec les spores de Camarosporium dalmaticum et que le futur adulte devient vecteur de contamination.

### Nouvel adulte
Le nouvel adulte émerge du sol et va recommencer le cycle. Trois générations peuvent se succéder pendant l'été.

## Controverse
Selon divers points de vue, la Cécidomyie de l'olive est considérée comme un ravageur ou un auxiliaire. En effet, selon les auteurs italiens, l'oophagie de Lasioptera berlesiana est facultative. Faute de ponte de Bactrocera oleae, la Cecidomyie peut pondre dans une blessure du fruit. Dans ce cas, le régime de la larve devient mycétophage-phytophage. Sur des cultivars d'olives précoces et destinées à la conserverie (olives de table), traitées par des insecticides larvicides, les dégâts de l'insecte peuvent le classer comme nuisible.

### Insecte ravageur
Pendant sa phase de développement dans le sol (enfouissement de la larve dans le sol, empupage) puis sortie à l'air libre, l'insecte parfait est en contact avec les conidies du champignon microscopique Camarosporium dalmaticum et devient ainsi un vecteur de contamination des olives. En effet, l'insecte adulte va pondre dans l'orifice de ponte de la Mouche de l'olive. Sa larve à éclosion rapide va dévorer celle de la Mouche de l'olive. La ponte de la cécidomyie introduit les spores du champignon. Celui-ci va envahir l'olive en la rendant impropre à toute utilisation en huilerie. Le champignon développe une nécrose, la dalmaticose. C'est ce qui s'est produit au début de l'automne 2014.

### Insecte auxiliaire
La cécidomyie, par sa larve prédatrice de celle de la mouche de l'olive dont elle se nourrit, est un auxiliaire précieux dans la lutte contre ce ravageur de l'olive. Hélas, comme tous les prédateurs ou les parasitoïdes, elle ne peut prévenir l'infestation de la mouche de l'olive et l'éradiquer. Elle ne peut que diminuer la pression du ravageur.

### Solution
La cécidomyie ne produit pas la piqûre de l'olive mais ne fait que véhiculer le champignon parasite. Des études récentes ont montré que la blessure de l'olive ou son gonflement par les pluies abondantes d'un été pluvieux favorisent l'infestation d'olives saines. Sur une olive gonflée d'eau, dans une atmosphère humide, les spores (conidies) du champignon pénètrent dans les fruits, notamment par les pores des lenticelles. L'AFIDOL et le Centre Technique de l'Olivier ont renommé la maladie provoquée par le champignon en dalmaticose, reconnaissant que l'insecte vecteur du champignon (Cécidomyie) ne saurait être confondu avec la cause réelle, le champignon Camarosporium dalmaticum.
La lutte contre la maladie passe donc par l'emploi de fongicides (composés de cuivre ou de zinc) appliqués fin-juin/mi-juillet et en tant que de besoin pendant l'été, en surveillant les vergers.
Pour les tenants de la lutte intégrée, c'est un auxiliaire à protéger absolument car il fait baisser la pression d'un ravageur.

## Dégâts
On peut qualifier les dégâts de collatéraux ou indirects car la première lésion est due à la Mouche de l'olive. La Cécidomyie agrandit un peu le trou et ne fait que véhiculer le champignon. Selon un bulletin phytosanitaire italien, la Cécidomyie se nourrirait des conidies du Camarosporium dalmaticum, ce qui expliquerait l'infestation de ses glandes salivaires et le qualificatif de champignon symbiote.

### Webographie
: document utilisé comme source pour la rédaction de cet article.
- AFIDOL : Cécidomyie de l'olive : consulté le 11/11/2014.
- INRA : Prolasioptera berlesiana : consulté le 11/11/2014.
- (it) Boll. di Zoologia : Prolasioptera berlesiana : consulté le 11/11/2014.
- (it) Boll. Fitosan. : Prolasioptera berlesiana : consulté le 11/11/2014.